# Philogaeus campestratus
Philogaeus campestratus är en spindelart som beskrevs av Simon 1895. Philogaeus campestratus ingår i släktet Philogaeus och familjen krabbspindlar. Inga underarter finns listade i Catalogue of Life.